# Repúblicas de Rusia
Según su constitución, la Federación de Rusia está dividida en 89 sujetos federales, 24 de los cuales son repúblicas (ruso: республика, romanizado: respublika; plural: республики, respubliki). Las repúblicas son divisiones administrativas creadas originalmente como estados nacionales para representar áreas de etnia no rusa. Se denomina nacionalidad titular a la etnia indígena que da nombre a la república. Sin embargo, debido a siglos de migración rusa, cada nacionalidad no es necesariamente la mayoría de la población de una república. Si no se consideran la República de Crimea y la ciudad federal Sebastopol como parte de Rusia (anexadas en 2014) y Donetsk y Lugansk los sujetos federales son 83.
Formadas a principios del siglo XX por Lenin y los bolcheviques después del colapso del Imperio ruso en 1917, las repúblicas estaban destinadas a ser regiones nominalmente independientes de la Rusia Soviética con derecho de autodeterminación. La postura conciliadora de Lenin hacia las minorías rusas las convirtió en aliadas en la Guerra civil rusa y, con la creación de la Unión Soviética en 1922, las regiones se convirtieron en Repúblicas autónomas de la Unión Soviética (RASS), un tercer orden de autonomía, subordinado a una República de la unión o República Socialista Soviética (RSS). Aunque oficialmente autónomas, las RASS estaban en la práctica hipercentralizadas y en gran parte bajo el control del liderazgo central de la Unión Soviética. A lo largo de su historia, las RASS experimentaron diversos períodos de rusificación y renacimiento cultural según quién dirigiera el país. La década de 1980 vio un aumento en la demanda de autonomía cuando la Unión Soviética comenzó reformas a gran escala de su sistema centralizado. En 1990, las RASS declararon su soberanía y renunciaron a su condición de Repúblicas autónomas de la Unión Soviética.
La Unión Soviética colapsó en 1991 y Rusia se independizó. Las repúblicas actuales se establecieron con la firma del Tratado de Federación en 1992, que les otorgó derechos y autonomía sustanciales. Las repúblicas se diferencian de otros sujetos en que tienen más poderes delegados a ellos. Las repúblicas tienen sus propias constituciones, idiomas oficiales e himnos nacionales. Debido a esto, la Federación de Rusia es una federación asimétrica ya que los demás sujetos no tienen estos derechos. Los poderes varían entre repúblicas y depende en gran medida de su poder económico. A través de la firma de tratados bilaterales con el gobierno federal, las repúblicas tenían una amplia autoridad sobre sus economías, políticas internas e incluso relaciones exteriores en la década de 1990. Sin embargo, a principios de siglo, las reformas de centralización de Vladímir Putin erradicaron constantemente toda la autonomía que tenían las repúblicas con la excepción de Chechenia. Los acuerdos bilaterales fueron abolidos y en la práctica todo el poder recae en el gobierno federal. Con la terminación del tratado bilateral final en 2017, algunos comentaristas expresaron que Rusia dejó de ser una federación.
| 1                                                                                      |  | República de Adigueya                | Maikop        | Sur               | 7.600     | 0.04  | 453,376   | 0.30 | 60   |
| 2                                                                                      |  | República de Altái                   | Gorno-Altaisk | Siberia           | 92.600    | 0.54  | 218,063   | 0.14 | 2    |
| 3                                                                                      |  | República de Baskortostán            | Ufá           | Volga             | 143.600   | 0.83  | 4,063,293 | 2.76 | 28   |
| 4                                                                                      |  | República de Buriatia                | Ulán-Udé      | Lejano Oriente    | 351.300   | 2.05  | 984,511   | 0.67 | 3    |
| 5                                                                                      |  | República de Daguestán               | Majachkalá    | Cáucaso Norte     | 50.300    | 0.29  | 3,063,885 | 2.08 | 61   |
| 6                                                                                      |  | República de Ingusetia               | Magás         | Cáucaso del Norte | 3.000     | 0.01  | 488,043   | 0.33 | 163  |
| 7                                                                                      |  | República de Kabardia-Balkaria       | Nálchik       | Cáucaso Norte     | 12.500    | 0.07  | 865,828   | 0.58 | 69   |
| 8                                                                                      |  | República de Kalmukia                | Elistá        | Sur               | 76.100    | 0.44  | 275,413   | 0.18 | 4    |
| 9                                                                                      |  | República de Karacháyevo-Cherkesia   | Cherkesk      | Cáucaso Norte     | 14.100    | 0.08  | 466,305   | 0.31 | 33   |
| 10                                                                                     |  | República de Carelia                 | Petrozavodsk  | Noroeste          | 172.400   | 1.00  | 622,484   | 0.42 | 4    |
| 11                                                                                     |  | República de Komi                    | Siktivkar     | Noroeste          | 415.900   | 2.42  | 840,873   | 0.57 | 2    |
| 12                                                                                     |  | República de Mari-El                 | Yoshkar-Olá   | Volga             | 23.200    | 0.13  | 682,333   | 0.46 | 29   |
| 13                                                                                     |  | República de Mordovia                | Saransk       | Volga             | 26.200    | 0.15  | 805,056   | 0.54 | 31   |
| 14                                                                                     |  | República de Sajá                    | Yakutsk       | Lejano Oriente    | 3.083.523 | 18.00 | 964,330   | 0.65 | 0,03 |
| 15                                                                                     |  | República de Osetia del Norte-Alania | Vladikavkaz   | Cáucaso Norte     | 8.000     | 0.04  | 701,765   | 0.47 | 88   |
| 16                                                                                     |  | República de Tartaristán             | Kazán         | Volga             | 68.500    | 0.39  | 3,894,284 | 2.65 | 57   |
| 17                                                                                     |  | República de Tuvá                    | Kizil         | Siberia           | 170.500   | 0.99  | 321,722   | 0.21 | 2    |
| 18                                                                                     |  | República de Udmurtia                | Izhevsk       | Volga             | 42.100    | 0.24  | 1,513,044 | 1.03 | 36   |
| 19                                                                                     |  | República de Jakasia                 | Abakán        | Siberia           | 61.900    | 0.36  | 537,513   | 0.36 | 9    |
| 20                                                                                     |  | República de Chechenia               | Grozni        | Cáucaso Norte     | 17.300    | 0.10  | 1,436,981 | 0.97 | 83   |
| 21                                                                                     |  | República de Chuvasia                | Cheboksari    | Volga             | 18.300    | 0.10  | 1,231,117 | 0.83 | 67   |
| Repúblicas cuyos territorios son reconocidos internacionalmente como parte de Ucrania: |  |                                      |               |                   |           |       |           |      |      |
| 22                                                                                     |  | República de Crimea                  | Simferópol    | Sur               | 26.100    | 0.15  | 1,913,731 | 1.30 | 73   |
| 23                                                                                     |  | República Popular de Lugansk         | Lugansk       | Sur               | 26 683    |       | 2 302 444 |      | 174  |
| 24                                                                                     |  | República Popular de Donetsk         | Donetsk       | Sur               | 26 517    |       | 1 464 039 |      | 178  |

## Condición constitucional
Las repúblicas difieren de otras unidades administrativas en que tienen su propia constitución y tienen derecho a establecer su propio idioma oficial (artículo 68 de la Constitución de la Federación de Rusia).
Las otras unidades administrativas, como los krais (territorios) y óblasts (regiones), no tienen estas posibilidades, sin embargo, las repúblicas no tienen soberanía gubernamental (según el artículo 3 de la Constitución).

## Territorios anexionados a Ucrania
En la actualidad la República de Crimea es reclamada por Ucrania.
- La República de Crimea fue proclamada el 11 de marzo de 2014, abarcando los territorios ucranianos de la República Autónoma de Crimea y de la ciudad especial de Sebastopol.[6][7] El 17 de marzo de 2014, un día después del referéndum sobre el estatus político de Crimea, la república fue establecida oficialmente como Estado independiente, reconocido únicamente por la Federación de Rusia, convirtiéndose en un país parcialmente reconocido, y solicitó su anexión a ésta a los pocos minutos de alcanzar la independencia.[8][9] Al día siguiente, 18 de marzo, tras la firma de los acuerdos de anexión de Crimea y Sebastopol a la Federación de Rusia, se convirtió oficialmente en sujeto federal, una república, bajo soberanía rusa. La ciudad de Sebastopol se adhirió a Rusia con el estatus de ciudad federal.

- La República de Crimea no es reconocida por Ucrania, Estados Unidos, Unión Europea y por la parte mayor de la comunidad internacional, ya que su secesión e incorporación a Rusia se realizó sin respetar la legislación ucraniana y por tanto es considerada como «ilegal», por lo que jurídicamente el territorio sigue conformando la República Autónoma de Crimea.[10] La Rada Suprema de Ucrania aprobó el 15 de abril, con 228 votos a favor de un total de 450, una ley que define como «territorios bajo ocupación temporal» a la República de Crimea y la ciudad de Sebastopol. La normativa indicó que dichos territorios son «parte inalienable» de Ucrania y están sujetos a las leyes ucranianas, pero señala que Rusia debe indemnizar el daño económico de la «anexión» y responder por cualquier violación de derechos humanos que se produzca en la península.[11]

El 24 de febrero de 2022, Rusia invadió Ucrania y tomó grandes extensiones del sur y este de Ucrania. Ya en marzo, los líderes de la República Popular de Lugansk y la República Popular de Donetsk —no reconocidas internacionalmente pero independientes de facto— expresaron su deseo de unirse a Rusia, originalmente una vez que Rusia capturó todo su territorio reclamado. Sin embargo, en septiembre de 2022, Rusia y las repúblicas no reconocidas apresuraron una serie de referéndum sobre la anexión a Rusia. Los resultados del referéndum afirmaron que una abrumadora mayoría apoyó la anexión. El 30 de septiembre de 2022, Putin anunció formalmente la anexión de las dos repúblicas y de los oblasts de Jersón y Zaporiyia. Sin embargo, la Unión Europea y los países que forman el G7 rechazaron dichos referéndum al considerarlos como ilegales. El secretario general de las Naciones Unidas, António Guterres, condenó las anexiones como una violación de la Carta de las Naciones Unidas. Según Volodímir Zelenski respetar las fronteras internacionales de Ucrania es una de las condiciones no negociables para la paz con Rusia.